# Équipe de Thaïlande féminine de basket-ball
Maillots
L'équipe de Thaïlande de basket-ball féminin est l'équipe nationale qui représente la Thaïlande dans les compétitions internationales de basket-ball féminin. 
La Thaïlande ne s'est jamais qualifiée pour un tournoi olympique ou pour un Championnat du monde.
Les Thaïlandaises sont troisièmes du Championnat d'Asie 1972.